# Microptila hintama
Microptila hintama är en nattsländeart som beskrevs av Olah 1989. Microptila hintama ingår i släktet Microptila och familjen smånattsländor. Inga underarter finns listade i Catalogue of Life.